# Circunvoluciones occipitales
Las circunvoluciones occipitales son las circunvoluciones que forman el lóbulo occipital del cerebro. Hay tres: superior o primera, media e inferior.